# Heide Neitsch
 Heide Neitsch  (* 8. Juli 1945 in Breitenwang, Österreich) ist eine deutsche Politikerin der GAL-Hamburg und ehemaliges Mitglied der Hamburgischen Bürgerschaft.

## Leben und Politik
Heide Neitsch trat 1980 in die neu gegründete Partei GAL ein und war 1984 im Vorstand der Partei tätig. Vorher war sie schon als Studentin politisch aktiv sowie engagierte Gewerkschafterin.
Von November 1986 bis Mai 1987 und vom 16. Februar 1989 bis 1991  saß Heide Neitsch als Mitglied in der Hamburgischen Bürgerschaft. Sie gehörte der ersten reinen Frauenliste der Bürgerschaft an. 1989 verließ sie mit 5 anderen Abgeordneten die GAL-Fraktion und bildete die „Frauenfraktion“. Rückblickend sagte sie: „Diese Frauenfraktion hat letztlich bewirkt, daß die GAL wieder in die Bürgerschaft einziehen konnte, da durch uns die Fundis gezwungen waren, mit den Realos (Grünes Forum) eine gemeinsame Liste für die Bürgerschaftswahlen aufzustellen.“
Ihre Schwerpunkte in der politischen Arbeit waren die Bereiche Umwelt, Müll, Sport, Bildung und Haushalt.
Zur Zeit ihres Mandats hatte sie ein noch nicht schulpflichtiges Kind und war verheiratet.
Die studierte Naturwissenschaftlerin Heide Neitsch zog nach 26 Jahren aus Hamburg an den Bodensee. Politisch aktiv wurde sie hier aber nicht mehr.